# بوبي ألين
بوبي ألين (بالإنجليزية: Bobby Allen)‏ هو لاعب هوكي الجليد أمريكي، ولد في 14 نوفمبر 1978 في ويماوث في الولايات المتحدة.

## وصلات خارجية
- بوبي ألين على موقع دوري الهوكي الوطني (الإنجليزية)
- بوبي ألين على موقع EliteProspects.com (الإنجليزية)
- بوبي ألين على موقع HockeyDB.com (الإنجليزية)
- بوبي ألين على موقع Hockey-Reference.com (الإنجليزية)